# Corrida armamentista naval da América do Sul

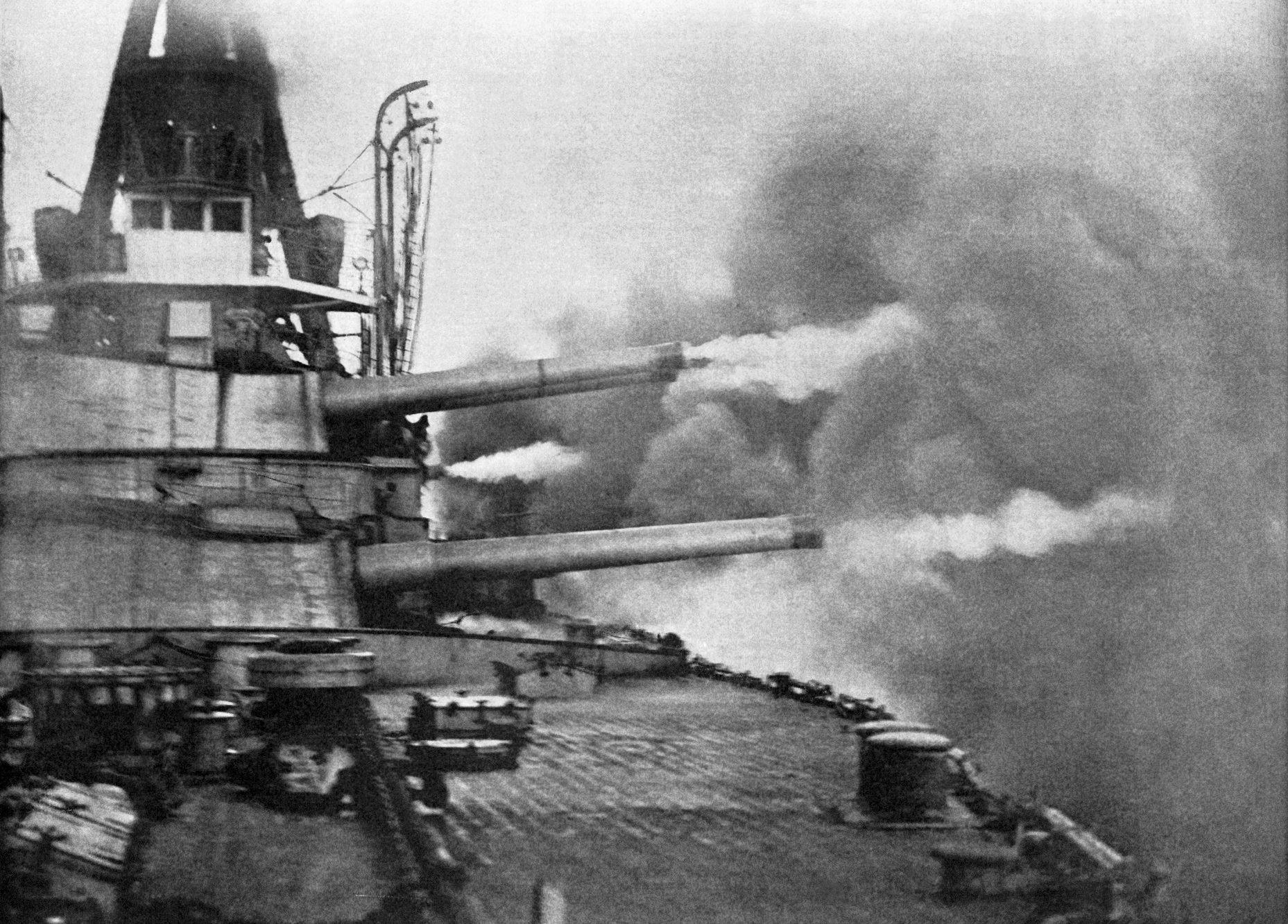
Testes das armas do dreadnought brasileiro Minas Geraes, o navio que iniciou a corrida armamentista. Aqui, todas as armas capazes de atirar para o lado do porto foram disparadas, formando o que naquela época foi o mais poderoso teste de armas a bordo já disparado por um navio de guerra

Uma corrida armamentista naval entre Argentina, Brasil e Chile — os países mais poderosos e ricos da América do Sul — começou no início do século XX, quando o governo brasileiro comprou três dreadnoughts, as quais eram formidáveis embarcações couraçadas, cujas capacidades ultrapassavam em muito a dos navios mais antigos das marinhas do resto do mundo.
Em 1904, a Marinha do Brasil encontrava-se muito atrás de seus rivais Argentina e Chile em qualidade de armamentos e quantidade total de toneladas; poucos navios haviam sido encomendados desde a queda da monarquia brasileira em 1889, enquanto Argentina e Chile haviam acabado de concluir uma corrida armamentista naval de quinze anos que encheu suas marinhas com modernos navios de guerra. A crescente demanda por café e borracha estava alimentando um grande aumento na receita do governo brasileiro, e o legislativo do país votou por dedicar parte dos recursos para resolver esse desequilíbrio naval. Eles acreditavam que a construção de uma marinha forte teria um papel essencial na transformação do país em uma potência internacional. O governo brasileiro encomendou três navios de guerra pequenos do Reino Unido no final de 1905, mas, com o aparecimento do revolucionário HMS Dreadnought, em 1906, rapidamente desistiu desses planos. Em vez disso, os brasileiros encomendaram três encouraçados da classe Minas Geraes — navios que seriam os mais poderosos do mundo, e de um tipo que rapidamente se tornou um padrão de prestígio internacional, semelhante às armas nucleares em meados do século XX. Essa ação concentrou a atenção do mundo no país recém ascendente: jornais e políticos das grandes potências queixavam-se que o Brasil venderia os navios para uma nação beligerante, enquanto os governos argentino e chileno cancelaram imediatamente seu pacto de limites navais e encomendaram dois dreadnoughts cada (classes Rivadavia e Almirante Latorre, respectivamente), cada um deles maior e mais poderoso que os navios brasileiros
Quando chegou a época de iniciar a construção do terceiro dreadnought do Brasil, ele enfrentou uma grande oposição política devido a uma crise econômica e a uma revolta naval: as tripulações dos dois novos navios de guerra, juntamente com várias belonaves menores, amotinaram-se e ameaçaram disparar no Rio de Janeiro, se não houvesse fim para o que eles chamavam de "escravidão" sendo praticada pela Marinha do Brasil. Apesar dessas pressões, o construtor de navios Armstrong Whitworth manteve com sucesso os brasileiros em suas obrigações contratuais. A construção do novo navio, chamado preliminarmente Rio de Janeiro, foi interrompida várias vezes devido à repetidas alterações no projeto. Preocupações com o colapso das vendas de café e borracha do Brasil e com o fato de que seu navio seria superado por super-dreadnoughts maiores, eles venderam o navio incompleto ao Império Otomano em dezembro de 1913.
A Primeira Guerra Mundial marcou o fim da corrida armamentista naval, pois os países da América do Sul se viram incapazes de comprar navios de guerra adicionais. O governo brasileiro encomendou um novo navio de guerra, Riachuelo, em maio de 1914, mas o conflito efetivamente cancelou a compra. Os britânicos compraram os dois navios de guerra chilenos antes de terem sido concluídos; um foi vendido de volta ao Chile em 1920. Os dois dreadnoughts da Argentina, tendo sido construídos nos então neutros Estados Unidos, escaparam desse destino e foram comissionados em 1914-1915. Embora os planos de expansão naval do pós-guerra do Brasil e Chile requeressem dreadnoughts, nenhuma unidade adicional foi construída.

## Antecedentes: rivalidade naval, revoltas e culturas de exportação

### Corrida armamentista entre Argentina e Chile
| Ano                                                                                       | Navios (tipo)                                                     | Ano  | Navios (tipo)                                     |
| ----------------------------------------------------------------------------------------- | ----------------------------------------------------------------- | ---- | ------------------------------------------------- |
| 1887                                                                                      | Capitán Prat (PD) Presidente Errázuriz (CP) Presidente Pinto (CP) | 1896 | O'Higgins (CB)                                    |
| 1888                                                                                      | Libertad (PD) Independencia (PD)                                  | 1896 | San Martín (CB)                                   |
| 1890                                                                                      | Veinticinco de Mayo (CP)                                          | 1897 | Pueyrredón (CB)                                   |
| 1891                                                                                      | Nueve de Julio (CP)                                               | 1898 | General Belgrano (CB)                             |
| 1892                                                                                      | Blanco Encalada (CP)                                              | 1901 | Rivadavia (CB) Mariano Moreno (CB)                |
| 1894                                                                                      | Buenos Aires (CP)                                                 | 1901 | Constitución (PD) Libertad (PD)                   |
| 1895                                                                                      | Esmeralda (CB) Ministro Zenteno (CP)                              | 1901 | Dois navios de guerra, possivelmente encomendados |
| 1895                                                                                      | Garibaldi (CB)                                                    | 1901 | Chacabuco (CP)                                    |
| Legenda: Chile Argentina PD: pré-dreadnought CP: cruzador protegido CB: cruzador blindado |                                                                   |      |                                                   |
| Observe que as datas se referem a quando os navios foram encomendados dos construtores.   |                                                                   |      |                                                   |
| Informação compilada de: Scheina 1987, pp. 46–51, 297–99                                  |                                                                   |      |                                                   |

As reivindicações argentinas e chilenas conflitantes da Patagônia, a região mais ao sul da América do Sul, vinham causando tensão entre os dois países desde a década de 1840. Essa tensão foi aumentada em 1872 e 1878, quando navios de guerra chilenos apreenderam navios mercantes que haviam sido licenciados para operar na área disputada pelo governo argentino. Um navio de guerra argentino fez o mesmo com um navio americano licenciado no Chile em 1877. Essa ação quase levou à guerra em novembro de 1878, quando os argentinos despacharam um esquadrão de navios de guerra para o rio Santa Cruz. A Marinha do Chile respondeu na mesma medida e a guerra só foi evitada por um tratado assinado às pressas. Cada governo teve a atenção desviada nos anos seguintes, os argentinos com intensificadas operações militares contra a população indígena (1870 a 1884) e os chilenos com a Guerra do Pacífico (1879 a 1883) contra a Bolívia e o Peru. Ainda assim, vários navios de guerra foram encomendados por ambas as nações: os chilenos encomendaram o primeiro cruzador protegido do mundo, o Esmeralda, enquanto os argentinos contrataram dois navios de guerra, o couraçado de bateria central Almirante Brown e o cruzador protegido Patagonia.
Em 1887, o governo chileno adicionou 3 129 500 de libras esterlina ao orçamento de sua frota, na época ainda centrada em dois antigos couraçados de bateria central, Almirante Cochrane e Blanco Encalada, da década de 1870. Eles encomendaram o couraçado Capitán Prat, dois cruzadores protegidos e dois barcos torpedeiros; suas quilhas foram postas em 1890. O governo argentino respondeu rapidamente com a compra de dois navios de guerra, Independencia e Libertad, iniciando uma corrida armamentista naval entre os dois países. Ela continuou na década de 1890, mesmo após a cara Guerra Civil do Chile (1891). Os dois países alternaram pedidos e compras de cruzadores entre 1890 e 1895, cada um marcando um pequeno aumento de capacidade do navio anterior. A Argentina escalou a corrida em julho de 1895 comprando um cruzador blindado, Garibaldi, da Itália. O Chile respondeu encomendando o seu próprio, O'Higgins, e seis torpedeiros; o governo argentino obteve rapidamente outro cruzador blindado da empresa de engenharia italiana Ansaldo e depois encomendou mais dois.
A disputa diminuiu por alguns anos, depois que um conflito de fronteira na região de Puna de Atacama foi mediada com sucesso em 1899 pelo embaixador americano na Argentina, William Paine Lord, mas mais navios foram encomendados pelos dois países em 1901. A Marinha da Argentina comprou mais dois cruzadores blindados da Itália e a Marinha do Chile respondeu com pedidos de dois navios de guerra pré-dreadnought da classe Constitución de estaleiros britânicos. Os argentinos responderam assinando cartas de intenção com a Ansaldo em maio de 1901 para comprar dois navios de guerra maiores.
A crescente disputa perturbou os membros do governo britânico, pois a guerra parecia uma possibilidade muito real e um conflito armado perturbaria os amplos interesses comerciais britânicos na área. Argentina e Chile importavam mercadorias de fabricação britânica, enquanto o Reino Unido importava grandes quantidades de grãos argentinos, a maioria embarcada através do rio da Prata, e nitratos chilenos. O governo britânico mediou negociações entre os dois países por meio de seu enviado no Chile. Estas foram concluídas com sucesso em 28 de maio de 1902 com três pactos. O terceiro limitava os armamentos navais dos dois países; ambos foram impedidos de adquirir outros navios de guerra por cinco anos sem avisar o outro com dezoito meses de antecedência. Os navios de guerra em construção foram vendidos para o Reino Unido e o Japão: os navios de guerra do Chile se tornaram os primeiros da classe Swiftsure; e os cruzadores blindados da Argentina, os últimos da classe Kasuga. Não ficou claro se os dois navios de guerra argentinos planejados foram encomendados, mas, de qualquer forma, os planos foram rapidamente adiados. Capitán Prat, Garibaldi e Pueyrredón foram desarmados, com exceção de suas baterias principais, pois não havia guindaste capaz de remover as torretas dos cruzadores.

### Declínio e ressurgimento do Brasil
| Ano (batimento de quilha)                                                                                       | Navios (tipo)            | Ano  | Navios (tipo)                         |
| --- | ------------------------ | ---- | ------------------------------------- |
| 1881 | Riachuelo (CD)           | 1892 | Benjamin Constant (CP) República (CP) |
| 1883 | Aquidabã (CD)            | 1896 | Almirante Barroso (CP)                |
| 1890 | Almirante Tamandaré (CP) | 1898 | Deodoro (CD) Floriano (CD)            |
| Legenda: Império do Brasil República do Brasil CD: couraçado ou navio de defesa de costa CP: cruzador protegido |                          |      |                                       |
| Observe que as datas se referem a quando os navios foram lançados, parcialmente completos.                      |                          |      |                                       |
| Informação compilada de: Scheina, "Brazil", in Gardiner & Gray 1985, pp. 403–04                                 |                          |      |                                       |

A Marinha do Brasil ficou em ruínas e obsoleta depois do golpe de Estado de 1889, que depôs o imperador D.Pedro II, duas revoltas navais (1891 e 1893-1894), a Revolução Federalista (1893-1895) e a Guerra de Canudos (1896-1897). A marinha possuía apenas 45% do seu pessoal autorizado em 1896 e, em meio à rápida melhoria da tecnologia naval, os únicos navios blindados modernos eram dois pequenos navios de defesa costeira lançados em 1898. Com essas fracas defesas, José Paranhos Jr., Barão do Rio Branco e Ministro das Relações Exteriores do Brasil, declarou: "Em tais condições, vocês... entendem o meu mal-estar e todas as preocupações que tenho. Tudo o que ainda protege [o Brasil] é a força moral e o antigo prestígio que ainda resta da [era imperial] quando ainda havia previdência nesta terra...".
Enquanto isso, embora o acordo argentino-chileno tenha limitado sua expansão naval, eles ainda mantinham as numerosas embarcações construídas nesse período; assim, na virada do século XX, a Marinha do Brasil estava muito atrás das marinhas do Chile e da Argentina em qualidade e tonelagem total. A enorme vantagem da população no Brasil – tinha quase três vezes a população da Argentina, quase cinco vezes a do Chile e quase o dobro da dos dois juntos – levou o governo brasileiro a acreditar que deveria assumir um papel de liderança nos assuntos navais no continente.
A demanda de café e borracha no final do século XIX e no início do século XX ocasionou o ciclo da borracha e a expansão da economia cafeeira no Brasil. Na época, estimava-se que 75% a 80% da oferta mundial de café fosse cultivada no Brasil, particularmente em São Paulo, Minas Gerais e Rio de Janeiro. Os lucros resultantes fizeram com que o governo brasileiro coletasse muito mais receita do que nos anos anteriores. Simultaneamente, havia um esforço por parte de importantes políticos brasileiros, principalmente Pinheiro Machado e Rio Branco, para que o país fosse reconhecido como uma potência internacional. Uma marinha forte era vista como crucial para esse objetivo.
O Congresso Nacional do Brasil aprovou um grande programa de aquisição naval em 14 de dezembro de 1904, mas levou dois anos para que qualquer navio fosse encomendado ou comprado, e enquanto Rio Branco sugeria a compra de navios de guerra usados para preencher a lacuna, nada dava resultados. Em 1906, duas facções haviam se desenvolvido sobre quais tipos de navios deveriam ser encomendados. Uma delas, apoiada pela empresa de armamento britânica Armstrong Whitworth (que finalmente recebeu o pedido), favorecia uma marinha centrada em um pequeno número de grandes navios de guerra. A outra, apoiada por Rio Branco, preferia uma marinha maior composta por navios de guerra menores. Rio Branco, em apoio a essa medida, afirmou que "com seis pequenos navios de guerra estaríamos muito melhores. Se perdêssemos um ou dois em combate, ainda haveria quatro ou cinco para lutar. Mas com três [navios de guerra maiores]? Com dois danificados ou destruídos, ficaríamos com apenas um".
A princípio, a facção dos navios de guerra menores prevaleceu. Após a Lei nº. 1.452 ser aprovada em 30 de dezembro de 1905, que autorizou 4 214 550 de libras esterlinas para a construção de novos navios de guerra (1 685 820 de libras esterlinas em 1906), foram encomendados três pequenos navios de guerra, três cruzadores blindados, seis contratorpedeiros, doze barcos torpedeiros, três submarinos, um lança-minas e um navio-escola.  Embora o governo brasileiro tenha eliminado posteriormente os cruzadores blindados por razões monetárias, o Ministro da Marinha, Almirante Júlio César de Noronha, assinou um contrato com a Armstrong Whitworth para os navios de guerra planejados em 23 de julho de 1906.
O embaixador britânico no Brasil se opôs à expansão naval planejada, mesmo que os pedidos fossem para uma empresa britânica, por seu alto custo e seus efeitos negativos nas relações entre o Brasil e a Argentina. Ele viu isso como "uma personificação da vaidade nacional, combinada com motivos pessoais de caráter pecuniário". O embaixador americano no Brasil ficou alarmado e enviou um cabograma ao seu Departamento de Estado em setembro de 1906, alertando-o sobre a desestabilização que ocorreria se a situação evoluísse para uma corrida armamentista naval completa. Ao mesmo tempo, o governo americano sob Theodore Roosevelt tentou usar meios diplomáticos para coagir os brasileiros a cancelar seus navios, mas as tentativas foram rejeitadas, com o Barão de Rio Branco observando que ceder às demandas americanas tornaria o Brasil tão impotente quanto Cuba, cuja nova constituição permitia ao governo americano intervir nos assuntos internos daquele país. O novo Presidente do Brasil, Afonso Pena, apoiou as aquisições navais em um discurso ao Congresso Nacional do Brasil em novembro de 1906, pois em sua opinião os navios eram necessários para substituir o Aquidabã, que explodira inesperadamente naquele ano, e os navios antiquados que compunham a marinha da época.

## Primeiro movimento: Brasil
Após o início da construção dos três novos navios de guerra pequenos do Brasil, o governo brasileiro reconsiderou sua encomenda e a escolha do projeto do navio de guerra (algo que aconteceria várias vezes durante a construção do Rio de Janeiro em 1913). Isso ocorreu por causa do lançamento do novo conceito de dreadnought do Reino Unido, representado pela surpreendentemente rápida construção e comissionamento do navio homônimo em 1906. A marca registrada desse novo tipo de navio de guerra era o seu armamento, o chamado "all-big-gun", que utilizava muito mais armas de alto calibre do que os navios de guerra anteriores e tornava obsoletos os navios brasileiros antes mesmo de eles serem concluídos.
O dinheiro autorizado para a expansão naval em 1905 foi redirecionado para a construção de três dreadnoughts (com o terceiro a ser entregue após o lançamento do primeiro), três cruzadores de patrulha (mais tarde reduzidos a dois, que se tornaram a classe Bahia), quinze contratorpedeiros (posteriormente reduzidos a dez, da classe Pará), três submarinos (classe F 1) e dois tênderes de submarinos (posteriormente reduzidos a um, o Ceará). Essa mudança foi feita com o apoio em larga escala de políticos brasileiros, incluindo Pinheiro Machado e uma votação quase unânime no Senado; da marinha, agora com um defensor de navios grandes, o contra-almirante Alexandrino Faria de Alencar, no influente cargo de ministro da marinha; e da imprensa brasileira. Ainda assim, essas mudanças foram feitas com a condição de que o preço total do novo programa naval não excedesse o limite original; portanto, o aumento na tonelagem de navios de guerra foi comprado com a prévia eliminação de cruzadores blindados e a diminuição do número de navios de guerra do tipo contratorpedeiro. Os três navios de guerra cuja construção havia começado foram demolidos a partir de 7 de janeiro de 1907, e o projeto dos novos dreadnoughts foi aprovado em 20 de fevereiro. Os jornais começaram a relatar a encomenda dos navios de guerra brasileiros em março e a Armstrong lançou o primeiro dreadnought em 17 de abril. A ordem completa — incluindo todos os três dreadnoughts e os dois cruzadores — foi reportada pelo New York Herald, Daily Chronicle e Times no final daquele ano.
A encomenda brasileira, a qual os comentaristas contemporâneos chamaram de "os navios de guerra mais poderosos do mundo", chegou em um momento em que poucos países do mundo haviam contratado esse tipo de armamento. O Brasil foi o terceiro país a ter um dreadnought em construção, atrás do Reino Unido, com o HMS Dreadnought e a Classe Bellerophon, e os Estados Unidos, com a classe South Carolina. Isso significava que o Brasil estava a caminho de ter um dreadnought adiante de muitas das potências percebidas no mundo, como a França, o Império Alemão, o Império Russo e o Império do Japão. Como os dreadnoughts foram rapidamente assemelhados a status internacional, um pouco parecido com o que são as armas nucleares atuais — isto é, independentemente da necessidade de um equipamento por parte do Estado, simplesmente encomendar e possuir um dreadnought aumentava o prestígio do proprietário — a encomenda causou um alvoroço nas relações internacionais.
Jornais e revistas em todo o mundo especularam que o Brasil estaria atuando como agente de um país mais forte, que tomaria posse dos dois dreadnoughts logo após a conclusão, pois eles não acreditavam que um país de poder geopolítico anteriormente insignificante contrataria esse tipo de armamento. Muitas fontes americanas, britânicas e alemãs acusaram os governos americano, britânico, alemão ou japonês de planejarem secretamente comprar os navios. O World's Work observou:
A questão que intriga diplomatas em todo o mundo é por que o Brasil quereria leviatãs ferozes em tamanho, armamento e velocidade que o colocassem de dez a quinze anos antes de qualquer outra nação além da Grã-Bretanha. [...] Embora o Brasil negue que sejam destinados à Inglaterra ou ao Japão, homens da marinha de todas as nações suspeitam que sejam destinados a outros governos que não o Brasil. Em caso de guerra, o governo que fosse o primeiro capaz de assegurar esses navios... colocaria imediatamente as probabilidades de supremacia naval a seu favor. A Inglaterra, não importa quantos Dreadnoughts ela tenha, seria obrigada a comprá-los para mantê-los longe de um poder menor. Eles trazem uma nova questão para a política internacional. Eles podem ser os líderes de uma grande frota que esse governo menor está se preparando para construir; ou, para ser mais preciso, defender apoiadores. Alguma mão maquiavélica pode estar trabalhando neste novo jogo da política internacional e suspeita-se do Almirantado Britânico. Mas todos os estadistas e estudantes da Marinha podem fazer suas próprias suposições.
Do outro lado do Atlântico, no meio da corrida armamentista naval anglo-alemã, os membros da Câmara dos Comuns do Reino Unido se preocupavam com os possíveis destinos dos navios de guerra, embora o Almirantado afirmasse consistentemente que não acreditava que qualquer venda ocorreria. Em meados de julho e setembro de 1908, os Comuns discutiram a compra de navios para reforçar a Marinha Real e garantir que eles não seriam vendidos para um rival estrangeiro, o que atrapalharia o plano naval britânico estabelecido pelo "padrão de duas potências", embora em março e no final de julho de 1908 o governo brasileiro negasse oficialmente que qualquer venda estivesse planejada. Em março de 1909, a imprensa britânica e a Câmara dos Comuns começaram a pressionar por mais dreadnoughts depois que o Primeiro Lorde do Almirantado, Reginald McKenna, afirmou que a Alemanha havia intensificado seu cronograma de construção e completaria treze dreadnoughts em 1911 — quatro a mais do que o estimado anteriormente. Naturalmente, o assunto de comprar os dreadnoughts brasileiros já em construção foi levantado, e McKenna teve que negar oficialmente que o governo estivesse planejando fazer uma oferta pelos navios de guerra. Ele também afirmou que uma venda a uma nação estrangeira seria irrelevante, pois "nossa atual superioridade em força em 1909–1910 é tão grande que nenhum alarme seria criado na mente do Conselho do Almirantado".
Apesar da infinidade de rumores, o governo brasileiro não estava planejando vender seus navios. Os dreadnoughts tinham um papel importante no objetivo de Rio Branco de elevar o status internacional do Brasil:
O Brasil começa a sentir a importância de sua grande posição, o papel que ele pode desempenhar no mundo, e está adotando medidas a nível de iniciante, compatíveis com essa percepção. Sua construção de navios de guerra é unida à sua atitude em Haia, e essas juntas são apenas parte integrante, não de uma vaidosa busca de posição, mas de uma concepção justa de seu futuro. O Dr. Ruy Barboza não se opôs aos detalhes de representação no tribunal arbitral internacional por antipatia pelos Estados Unidos, mas porque ele acreditava que a soberania do Brasil era pelo menos igual à de qualquer outra nação soberana e porque estava convencido de que essa representação desigual naquele tribunal resultaria no estabelecimento de 'categorias de soberania' — algo totalmente oposto à filosofia da igualdade de direitos soberanos. E, como no direito e no discurso internacionais, assim em sua marinha, o Brasil procura demonstrar sua posição soberana.

## Contragolpe: Argentina e Chile respondem
A Argentina ficou bastante alarmada com a ação brasileira e rapidamente se moveu para anular os meses restantes das restrições de limitação naval do pacto de 1902 com o Chile. Em novembro de 1906, o Ministro das Relações Exteriores da Argentina, Manuel Augusto Montes de Oca, observou que qualquer um dos novos navios brasileiros poderia destruir toda a frota argentina e chilena. Apesar da aparente hipérbole, sua declaração — feita antes de o governo brasileiro refazer a encomenda dos navios como dreadnoughts — acabou chegando próximo à verdade: em 1910, pelo menos, os novos navios de guerra brasileiros eram aparentemente mais fortes do que qualquer outro navio do mundo, ainda mais de qualquer navio da frota argentina ou chilena. Com isso em mente, o Journal of the American Society of Naval Engineers opinou que manter a classe Libertad mais antiga ou o Capitán Prat (respectivamente) era agora um desperdício de dinheiro.
O alarme do governo argentino continuou sob o sucessor de Oca, Estanislao Zeballos. Em junho de 1908, Zeballos apresentou um plano ao Congresso da Argentina, pelo qual ofereceria ao governo brasileiro a chance de dar um de seus dois dreadnoughts inacabados à Argentina. Isso permitiria aos dois países a chance de desfrutar de relativa paridade naval. Caso os brasileiros recusassem, Zeballos planejava emitir um ultimato: se não cumprissem em oito dias, o Exército argentino mobilizado invadiria o que os ministros do Exército e da Marinha alegavam ser um Rio de Janeiro indefeso. Infelizmente para Zeballos, seu plano foi vazado para a mídia, e o clamor público resultante — cidadãos argentinos não eram a favor de seu governo pegando empréstimo de grandes somas de dinheiro para mobilizar o exército e ir para a guerra — garantiu sua renúncia.
O governo argentino também estava profundamente preocupado com o possível efeito no grande comércio de exportação do país, pois um bloqueio brasileiro da entrada do rio da Prata prejudicaria a economia argentina. A aquisição de dreadnoughts para manter o pé de igualdade com o Brasil evitaria, nas palavras do almirante argentino que supervisionava os dreadnoughts dos países enquanto eles estavam sendo construídos, evitar uma "preponderância de poder do outro lado, onde uma repentina enxurrada de sentimentos populares ou orgulho ferido pode fazer [de um bloqueio] uma arma perigosa contra nós".
Ambos os países enfrentaram dificuldades em financiar seus dreadnoughts. Embora na Argentina o Partido Autonomista Nacional, no poder, apoiasse as compras, eles inicialmente enfrentaram resistência pública por aquisições tão caras. Uma enxurrada de editoriais jornalísticos inflamados que apoiavam novos dreadnoughts, especialmente vindos de La Prensa, e renovadas disputas de fronteira, particularmente as afirmações brasileiras de que os argentinos estavam tentando restaurar o Vice-reino do Rio da Prata, influenciaram o público a apoiar as compras. O presidente argentino, José Figueroa Alcorta, tentou aliviar as tensões com uma mensagem avisando os brasileiros de uma corrida armamentista naval, caso continuassem em seu curso atual. O governo brasileiro respondeu com raciocínio semelhante ao discurso de Pena em 1906, pois acreditava que os navios eram necessários para substituir o equipamento antiquado deixado pela negligência a longo prazo da Marinha do Brasil e insistia repetidamente que os navios não eram para uso contra a Argentina.
Em agosto, a Câmara dos Deputados aprovou um projeto de lei autorizando a Marinha Argentina a adquirir três dreadnoughts, com setenta e dois votos a treze. Três meses depois, ele foi derrotado no Senado após a aprovação de um tratado de arbitragem e de o governo ter feito uma oferta de última hora para comprar um dos dois dreadnoughts brasileiros em construção. O governo brasileiro recusou, então o projeto foi reintroduzido e aprovado pelo Senado em 17 de dezembro de 1908, com quarenta e nove votos a favor e treze opositores, com objeções socialistas de que o país precisava ser povoado e a grande soma de dinheiro (14 milhões de libras) poderia ser melhor gasta em outras áreas do governo.
Depois que o governo argentino enviou uma delegação naval à Europa para solicitar e avaliar as ofertas das empresas de armamento, eles receberam propostas de quinze estaleiros em cinco países (Estados Unidos, Grã-Bretanha, Alemanha, França e Itália) e conduziram uma licitação prolongada. A delegação argentina rejeitou todas as propostas duas vezes, sempre reciclando os melhores aspectos técnicos dos projetos licitados ao elaborar novos requisitos de licitação. A razão dada para a primeira rejeição foi o aparecimento do primeiro super-dreadnought, o HMS Orion. Ainda assim, os construtores de navios ficaram furiosos, pois o processo de projetar um grande navio de guerra gastava muito tempo e dinheiro, e eles acreditavam que a tática argentina revelava seus segredos comerciais individuais. Um arquiteto naval britânico publicou uma condenação contundente das táticas argentinas, embora somente depois que os contratos não foram concedidos a uma empresa britânica:
Podemos supor que os navios de guerra britânicos incorporem boas ideias e boas práticas — com todas as melhores probabilidades. Estas não podem deixar de ser, em maior ou menor grau, parte do projeto que o construtor naval britânico primeiro submete ao governo argentino. No segundo inquérito, pode-se presumir que tudo que era bom nas primeiras propostas havia sido apreendido pelas autoridades argentinas e solicitado no novo desenho. Este segundo pedido foi não apenas aos construtores britânicos, mas a todos os construtores do mundo, e é extremamente provável que um sério vazamento de ideias e práticas de nossos navios tenha sido disseminado ao mundo pelo governo argentino. [...] O terceiro inquérito emitido mostrou a todos os construtores do mundo o que foi eliminado ou modificado no segundo inquérito; e assim o processo de vazamento prosseguiu alegremente, e com ele o da educação de construtores estrangeiros e do governo argentino.
A empresa norte-americana de navios e motores Fore River Ship and Engine Company ofereceu a menor oferta — em parte devido à disponibilidade de aço barato, apesar de ter sido acusada de cotar um preço não lucrativo para que os navios pudessem atrair novas compras — e recebeu o contrato. Isso suscitou mais suspeitas nos licitantes europeus, que antes acreditavam que os Estados Unidos eram não concorrentes, embora a Argentina tenha encomendado doze contratorpedeiros de estaleiros britânicos, franceses e alemães para suavizar o golpe. Esses licitantes, juntamente com jornais, como o Times (Londres), dirigiram sua fúria contra o governo americano sob o presidente William Howard Taft, cuja política chamada "Diplomacia do Dólar" tinha levado seu Departamento de Estado a fazer grandes esforços para obter os contratos. Suas reações podem ter sido justificadas: Taft se gabou, no Discurso sobre o Estado da União de 1910, de que a ordem do dreadnought argentina foi concedida aos fabricantes americanos "em grande parte através dos bons ofícios do Departamento de Estado".
O contrato argentino incluía uma opção para um terceiro dreadnought, caso o governo brasileiro exercesse suas cláusulas contratuais de encomendar também um terceiro. Dois jornais, La Prensa e La Argentina, defendiam fortemente um terceiro navio; o último até iniciou uma petição para arrecadar dinheiro para um novo navio de guerra. O embaixador americano na Argentina, Charles H. Sherrill, escreveu de volta aos Estados Unidos que "essa rivalidade de jornais promete a conclusão antecipada de um movimento que tenciona um terceiro navio de guerra, seja por subscrição pública ou por fundos do governo". Em 31 de dezembro 1910, o governo argentino decidiu não construir o navio, depois que Roque Sáenz Peña, que fazia pedidos ao Brasil para acabar com a dispendiosa corrida naval, foi eleito para a Presidência. Além disso, o alvo do terceiro navio de guerra argentino, o terceiro dreadnought brasileiro, já havia sido cancelado várias vezes.
O governo chileno adiou seus planos navais após uma depressão financeira provocada pelo terremoto de Valparaíso em 1906 e uma queda drástica no mercado de nitratos em 1907, mas esses problemas econômicos não foram suficientes para impedi-lo de combater os dreadnoughts comprados por seu rival tradicional, a Argentina. Enquanto a principal preocupação da Argentina era para com o Brasil, o Chile também desejava responder às aquisições militares peruanas.
O dinheiro para um programa de construção naval foi reservado em 1910. Embora o governo chileno tenha solicitado propostas de várias empresas de armamentos, quase todos acreditavam que uma empresa britânica venceria o contrato; o adido militar naval americano opinou que, a menos de uma revolução, os contratos seriam destinados ao Reino Unido. A Marinha do Chile cultivava laços extensos com a Marinha Real do Reino Unido desde a década de 1830, quando oficiais da Marinha do Chile receberam lugares em navios britânicos para receber treinamento e experiência que poderiam levar de volta ao seu país. Essa relação tinha sido recentemente consolidada quando uma missão naval britânica foi solicitada pelo Chile e enviada em 1911. Ainda assim, os governos americano e alemão tentaram alterar os sentimentos para os seus lados, despachando navios modernos (Delaware e Von der Tann, respectivamente) para portos chilenos. Seus esforços foram fúteis, e o projeto proposto pela Armstrong Whitworth foi escolhido em 25 de julho de 1911.

### Outras marinhas
Outras marinhas da América do Sul, com recursos limitados e pouca experiência na operação de grandes navios de guerra, não estavam em condições de responder. A Marinha do Peru, quarta maior do continente, havia sido dizimada durante a campanha naval da Guerra do Pacífico contra o Chile (1879-1883). O governo peruano levou mais de vinte anos para encomendar novos navios de guerra — a classe Almirante Grau (Almirante Grau e Coronel Bolognesi), cruzadores de patrulha entregues em 1906 e 1907. Eles foram seguidos por dois submarinos e um contratorpedeiro encomendados da França. Pretendia-se que o Almirante Grau só seria o carro-chefe da frota até que um navio de guerra mais poderoso fosse comprado; junto com Coronel Bolognesi, eles seriam os "pioneiros" de uma marinha moderna. O jornal Proceedings relatou em 1905 que essa nova marinha seria composta por três pré-dreadnoughts do tipo Swiftsure, três cruzadores blindados, seis contratorpedeiros e vários navios de guerra menores, todos adquiridos como parte de um investimento de sete milhões de dólares em nove anos.
Nenhum desses planos foi concretizado. A primeira expansão relevante ocorreu em 1912, quando a Marinha do Peru fechou um acordo para adquirir um cruzador blindado francês obsoleto em 1912 (Dupuy de Lôme) por três milhões de francos. O governo peruano pagou uma das três parcelas planejadas, mas a compra foi criticada no país por não poder alterar nenhum equilíbrio de poder com o Chile. Quando uma potencial compra de cruzador pelo Equador fracassou, os peruanos deixaram de pagar pelo navio, que mais tarde foi convertido em um navio mercante, que foi demolido em 1923.
Outras marinhas da América do Sul também adicionaram navios menores às suas forças navais no mesmo período. A Marinha do Uruguai adquiriu o cruzador protegido Montevideo em 1908 e a canhoneira de 1 400 toneladas longas (1 422 t) Uruguay em 1910, enquanto a Marinha Venezuelana comprou dos Estados Unidos o cruzador protegido anteriormente espanhol de 1 125 toneladas longas (1 143 t) Mariscal Sucre, em 1912. A Marinha do Equador adicionou um torpedeiro chileno à sua frota em 1907, complementando sua frota de dois avisos, ambos com cerca de 800 toneladas longas (810 t), dois pequenos navios a vapor e um navio menor da guarda costeira.

## Resultados: construção e testes dos novos navios de guerra

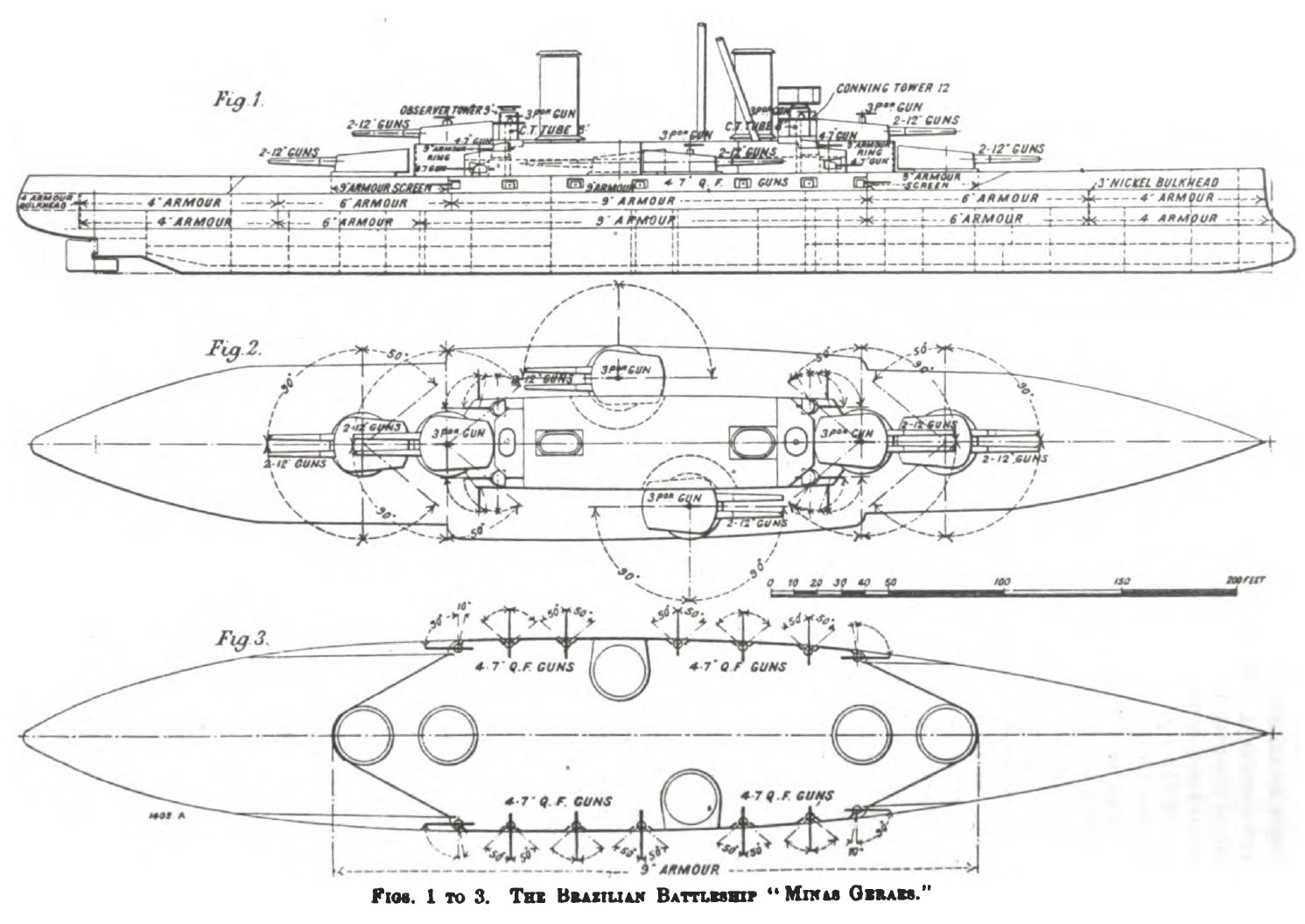
Planos da classe Minas Geraes, mostrando os valores da armadura (fig. 1) e os raios teoricamente possíveis das baterias principal e secundária (fig. 2 e fig. 3)

A construção do Minas Geraes do Brasil, o navio líder, foi iniciada pela Armstrong em 17 de abril de 1907, enquanto sua embarcação irmã, São Paulo, se seguiu em 30 de abril na Vickers. A conclusão do casco parcial necessário para o lançamento de Minas Geraes foi adiada por uma greve de cinco meses para 10 de setembro de 1908. São Paulo o seguiu em 19 de abril de 1909. Ambos foram batizados na frente de grandes multidões pela esposa de Francisco Régis de Oliveira, embaixador do Brasil no Reino Unido. Após a instalação, o período após o lançamento de um navio de guerra em que ele é  concluído, Minas Geraes foi submetido a vários testes de velocidade, resistência, eficiência e armamentos de navio em setembro, incluindo o que naquela época era o mais poderoso tiro já disparado vindo de um navio de guerra. Minas Geraes foi concluído e entregue ao Brasil em 5 de janeiro de 1910. Os testes provaram que a explosão da supercombustão das torres superiores, própria da classe, não feriria tripulantes nas torres inferiores. O próprio navio conseguiu atingir 21,432 nós (24,664 mph; 39,692 km/h) em uma potência indicada de cavalo-vapor (ihp) de 27,212. São Paulo seguiu seu colega de classe em julho, depois de seus próprios testes no final de maio, onde o navio atingiu 21,623 nós (24,883 mph; 40,046 km/h) a 28,645 ihp.
O Rivadavia da Argentina foi construído pela Fore River Ship and Engine Company em seu estaleiro em Massachusetts. Conforme exigido no contrato final, o Moreno foi subcontratado pela New York Shipbuilding Corporation de Nova Jersey. O aço para os navios foi em grande parte fornecido pela Bethlehem Steel Company da Pensilvânia. A construção do Rivadavia foi iniciada em 25 de maio de 1910 — cem anos após o estabelecimento do primeiro governo argentino independente, a Primeira Junta — e o lançamento ocorreu em 26 de agosto de 1911. Moreno teve a construção iniciada em 10 de julho de 1910 e foi lançado em 23 de setembro de 1911. A construção de ambos os navios levou mais tempo do que o habitual e houve mais atrasos durante os testes no mar, quando uma das turbinas de Rivadavia foi danificada e uma das turbinas de Moreno falhou. Os dois foram concluídos oficialmente apenas em dezembro de 1914 e fevereiro de 1915. Até a partida de Moreno foi marcada por contratempos, quando o navio afundou uma barcaça e encalhou duas vezes.
A construção do Almirante Latorre, do Chile, foi iniciada em 27 de novembro de 1913. Após o início da Primeira Guerra Mundial na Europa, o trabalho no Almirante Latorre foi interrompido em agosto de 1914 e ele foi formalmente comprado em 9 de setembro, quatro dias depois de uma recomendação do Gabinete Britânico. Almirante Latorre não foi apreendido à força como os otomanos Reşadiye e Sultân Osmân-ı Evvel (ex-Rio de Janeiro), dois outros navios sendo construídos para uma marinha estrangeira, como resultado do status de "neutro amigável" do Chile para com o Reino Unido. Os britânicos precisavam manter esse relacionamento devido à dependência das importações de nitrato chileno, que eram vitais para a indústria de armamento britânica. O navio anteriormente chileno — o maior navio construído pela Armstrong até então — foi concluído em 30 de setembro de 1915, comissionado pela Marinha Real em 15 de outubro e serviu nessa marinha durante a Primeira Guerra Mundial. O trabalho no outro navio de guerra, Almirante Cochrane, foi interrompido após o início da guerra. Os britânicos compraram o casco incompleto em 28 de fevereiro de 1918 para que fosse convertido em um porta-aviões, já que o Almirante Cochrane era o único com o casco grande e veloz que estava disponível de imediato e passível de ser transformado em um porta-aviões sem uma grande reconstrução. Baixa prioridade e brigas com os trabalhadores do estaleiro atrasaram a conclusão do navio, que foi comissionado pela Marinha Real como Eagle em 1924.

## Reciprocidade: nova encomenda brasileira

### Rio de Janeiro

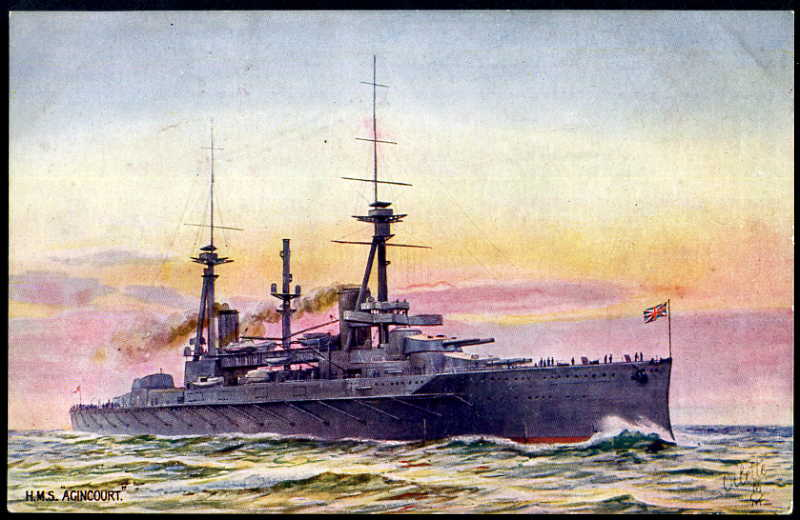
Agincourt representado antes de suas modificações britânicas, que incluíam a remoção da ponte de comando aberta entre os funis vistos aqui

Após o lançamento do primeiro dreadnought brasileiro, Minas Geraes, o governo brasileiro iniciou uma campanha extensa para remover o terceiro dreadnought do contrato por razões políticas — reações da Revolta da Chibata, aliadas ao aquecimento das relações com a Argentina — e econômicas. Depois de muitas negociações e tentativas da Armstrong de manter o governo brasileiro sob contrato, os brasileiros cederam, em parte devido a taxas mais baixas de títulos que permitiram ao governo pedir emprestado o dinheiro necessário. A construção do Rio de Janeiro foi iniciada pela primeira vez em março de 1910.
Em maio, o governo brasileiro pediu à Armstrong que interrompesse o trabalho no novo navio de guerra e apresentasse novos projetos, considerando o mais recente avanço em tecnologia naval da época, os super-dreadnoughts. Eustace Tennyson-d'Eyncourt serviu como ligação da Armstrong com o Brasil. A Encyclopædia Britannica de 1911 especifica esse projeto como sendo um navio de 655 pés (200 m) de comprimento de fora a fora e 32 mil toneladas longas (33 mil t) montando doze canhões de 14 polegadas e custando cerca de três milhões de libras. As muitas solicitações da Marinha do Brasil para que pequenas alterações fossem realizadas atrasaram a assinatura do contrato até 10 de outubro de 1910, e o batimento de quilha do navio de guerra foi adiado ainda mais por uma disputa trabalhista com a Worshipful Company of Shipwrights, que levou a um locaute. Durante esses atrasos, um novo Ministro da Marinha, Almirante Marques Leão, foi nomeado para substituir Alencar — um desenvolvimento importante, pois o contrato estipulava que o projeto só poderia prosseguir com a aprovação do novo ministro. Mais uma vez, no entanto, a Marinha do Brasil se viu dividida entre duas correntes de pensamento: Leão e outros da Marinha favoreciam uma reversão para o canhão de 12 polegadas, mas outros, liderados pelo Ministro da Marinha que saía (Alencar) e pelo chefe da comissão naval brasileira no Reino Unido (contra-almirante Duarte Huet de Bacelar Pinto Guedes), eram fortemente favoráveis à obtenção do navio com o maior armamento — no caso, um projeto elaborado por Bacelar: oito canhões de 16 polegadas, seis de 9,4 polegadas e 14 de seis polegadas.
D'Eyncourt, que havia deixado o Brasil em outubro imediatamente após a assinatura do contrato, retornou em março de 1911 para exibir as várias opções de projeto disponíveis para a Marinha do Brasil. A Armstrong evidentemente pensou que a segunda facção iria prevalecer, então ele também levou consigo todo o necessário para fechar um acordo no projeto de Bacelar. Em meados de março, os contatos da Armstrong no Brasil informaram que Leão havia convencido o presidente recém-eleito Hermes Rodrigues da Fonseca a cancelar o projeto com doze canhões de 14 polegadas em favor de um navio menor. O crédito pode não ser atribuído apenas a Leão; Fonseca já estava lidando com vários problemas. O mais importante, ele teve que lidar com as consequências de uma grande revolta naval em novembro de 1910 (a Revolta da Chibata), que viu três dos novos navios recém-comprados pela Marinha, juntamente com um antigo navio de defesa costeira, em um motim contra o uso de castigos corporais na Marinha.
Para piorar, as despesas dos dreadnoughts combinadas com pagamentos de empréstimos e uma piora na economia levaram ao aumento da dívida do governo, agravada por déficits orçamentários. Por uma medida do PIB per capita do Brasil, a renda no país aumentou de 718 dólares em 1905 para 836 dólares em 1911, e caiu nos três anos seguintes para 780 em 1914 dólares (medidos em dólares internacionais de 1990). Não se recuperou completamente até depois da Primeira Guerra Mundial. Ao mesmo tempo, as dívidas externa e interna do Brasil alcançaram 500 e 335 milhões de dólares respectivamente (em valores contemporâneos) em 1913, em parte por meio de déficits crescentes, que foram de 22 milhões em 1908 e 47 milhões em 1912. Em maio, o presidente comentou negativamente sobre o novo navio:
Quando assumi o cargo, descobri que meu antecessor havia assinado um contrato para a construção do navio de guerra Rio de Janeiro, um navio de 32 mil toneladas, com um armamento de canhões de 14 polegadas. Considerações de todo tipo apontaram para a inconveniência de adquirir tal navio e para a revisão do contrato no sentido de reduzir a tonelagem. Isso foi feito, e possuiremos uma unidade poderosa que não será construída em linhas exageradas, como ainda não resistiram ao tempo da experiência.
D'Eyncourt provavelmente evitou propor qualquer projeto com armas de 16 polegadas quando viu a situação política. Em reuniões com Leão, os projetos de apenas dez canhões de 12 polegadas montados na linha central foram rapidamente rejeitados, apesar de sua largura ser tão forte quanto a da classe Minas Geraes, mas um projeto com nada menos que catorze canhões de 12 polegadas emergiu como o favorito. O autor David Topliss atribui isso à necessidade política, pois acreditava que o Ministro da Marinha não podia validar a compra de um dreadnought aparentemente menos poderoso do que a classe Minas Geraes: com armas maiores descartadas, a única opção restante era um número maior de canhões.
Depois que vários pedidos de alterações de projeto da Marinha do Brasil foram atendidos ou rejeitados, foi assinado um contrato para um navio com 14 armas de 12 polegadas em 3 de junho de 1911 por 2,67 milhões de libras, e a quilha do Rio de Janeiro foi colocada pela quarta vez em 14 de setembro. Não demorou muito tempo para o governo brasileiro reconsiderar sua decisão novamente; em meados de 1912, estavam em construção navios de guerra com canhões de 14 polegadas e, de repente, parecia que o Rio de Janeiro estaria ultrapassado quando fosse concluído. Para piorar a situação, uma depressão europeia após o final da Segunda Guerra dos Balcãs, em agosto de 1913, reduziu a capacidade do Brasil de obter empréstimos estrangeiros. Isso coincidiu com um colapso nas exportações brasileiras de café e borracha, esta última devido à perda do monopólio da borracha brasileira para as plantações britânicas no Extremo Oriente. O preço do café caiu 20% e as exportações brasileiras caíram 12,5% entre 1912 e 1913; a borracha teve um declínio semelhante de 25% e 36,6%, respectivamente. A Marinha do Brasil mais tarde afirmou que vender o Rio de Janeiro era uma decisão tática, para que ela pudesse ter duas divisões de navios de guerra: dois com canhões de 12 polegadas (classe Minas Geraes) e dois com canhões de 15 polegadas.
A Armstrong estudou se seria possível substituir as armas de 12 polegadas por sete de 15 polegadas, mas o Brasil provavelmente já estava tentando vender o navio. Na tensão crescente que antecedeu a Primeira Guerra Mundial, muitos países, incluindo Rússia, Itália, Grécia e Império Otomano, estavam interessados em comprá-lo. Enquanto a Rússia abandonou rapidamente, a Itália e os rivais gregos e otomanos estavam todos muito interessados. Os italianos pareciam próximos de comprar o navio até o governo francês decidir apoiar os gregos — em vez de permitir que os italianos, que eram os principais rivais navais dos franceses, obtivessem o navio. O governo grego fez uma oferta pelo preço de compra original mais 50 mil libras, mas enquanto os gregos trabalhavam para obter uma parcela inicial, o governo otomano também estava fazendo ofertas.
O governo brasileiro rejeitou uma proposta otomana de trocar navios, com o Rio de Janeiro indo para os otomanos e Reşadiye indo para o Brasil, presumivelmente com alguma quantia em dinheiro. O governo brasileiro aceitaria apenas uma oferta monetária. Na falta disso, os otomanos foram forçados a encontrar um empréstimo. Felizmente para eles, conseguiram obter um de um banqueiro francês que atuava independentemente de seu governo, e a Marinha Otomana garantiu o Rio de Janeiro em 29 de dezembro de 1913 por 1,2 milhão de libras no estado em que se encontrava. Como parte do contrato de compra, o restante do navio foi construído com 2,34 milhões de libras em dinheiro otomano. Renomeado como Sultân Osmân-ı Evvel, ele acabou sendo tomado pelos britânicos logo após o início da Primeira Guerra Mundial, servindo à Marinha Real como HMS Agincourt.
O governo argentino autorizou um terceiro dreadnought em outubro de 1912, caso o Rio de Janeiro fosse concluído e entregue, mas o navio nunca foi nomeado ou construído.

### Riachuelo
Depois de vender o Rio de Janeiro, o governo brasileiro pediu à Armstrong e Vickers que preparassem projetos para um novo navio de guerra, com o forte apoio da Liga Marítima do Brasil. A Armstrong concordou em construir o navio sem mais pagamentos do Brasil. Eles responderam com pelo menos catorze projetos, seis da Vickers (dezembro de 1913 a março de 1914) e oito da Armstrong (fevereiro de 1914). Os projetos da Vickers variavam entre oito e dez canhões de 15 polegadas e oito de 16 polegadas, com velocidades entre 22 e 25 nós (os navios mais baixos tendo disparos mistos, e os mais altos usando óleo) e deslocamentos entre 26 mil toneladas (26 mil toneladas longas) e 30,5 mil toneladas (30 mil toneladas longas). A Armstrong tinha dois projetos básicos, um com oito e outro com dez canhões de 15 polegadas, variando a velocidade e o disparo.
Embora a maioria das fontes secundárias não mencione que o Brasil encomendou um navio de guerra, com o registro do navio na enciclopédia de navios de guerra Conway's All the World's Fighting Ships observando que "o Brasil não havia selecionado dentre as quatro variações de projeto", o governo brasileiro escolheu o que foi rotulado como Design 781, o primeiro dos oito projetos de 15 polegadas propostos pela Armstrong, que também compartilhava características com as classes Queen Elizabeth e Revenge que estavam sendo construídas para o Reino Unido. Eles fizeram um pedido de um navio desse tipo, com o nome de Riachuelo, no estaleiro Armstrong Whitworth em Elswick, em 12 de maio de 1914. Foi concluída uma coleta preliminar de materiais para uma data planejada para o batimento de quilha de 10 de setembro, mas o início da Primeira Guerra Mundial em agosto de 1914 atrasou os planos. Riachuelo foi oficialmente suspenso em 14 de janeiro de 1915 e cancelado em 13 de maio de 1915.

## Declínio: instabilidade e agitação pública

### Revolta naval brasileira

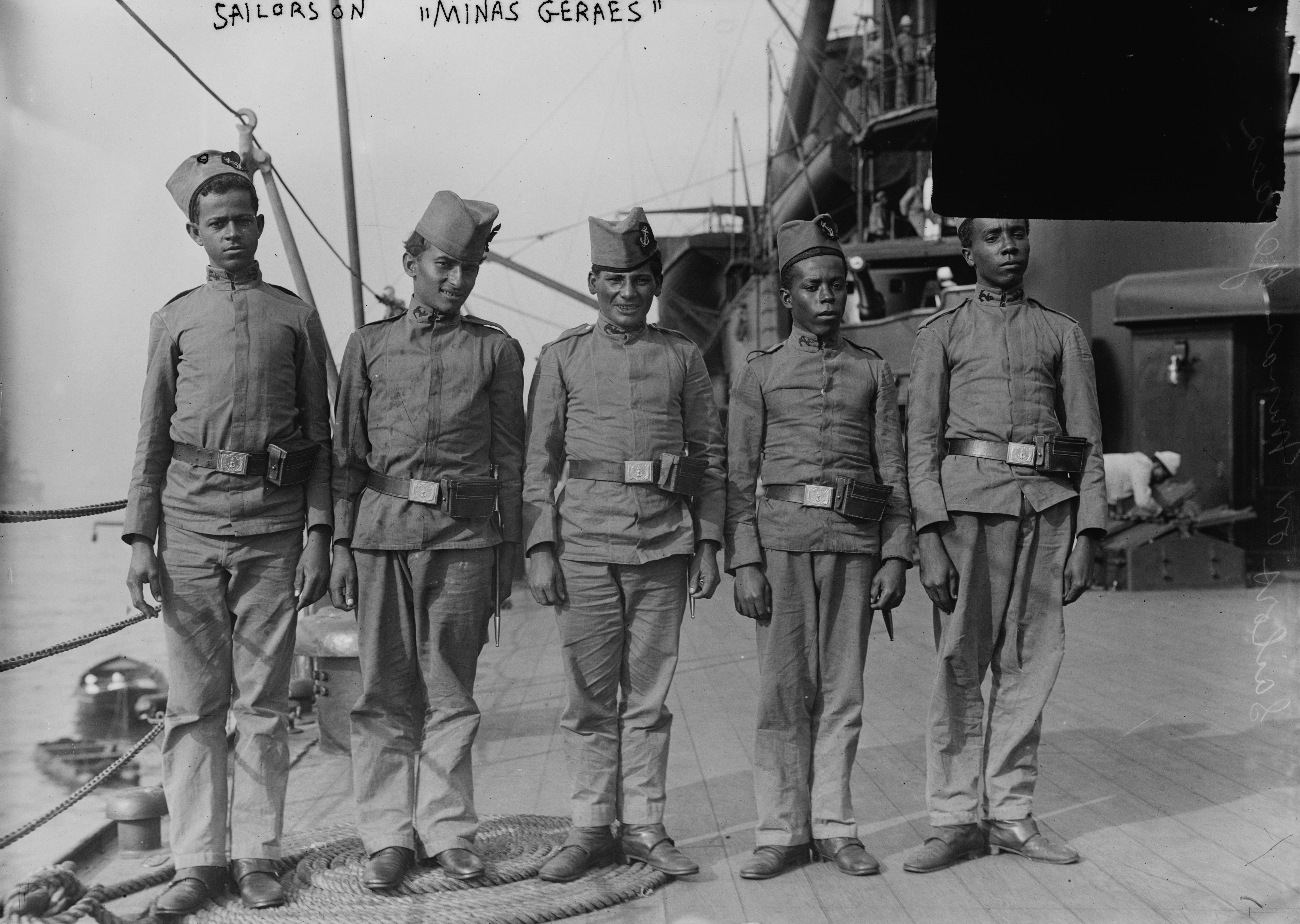
Fuzileiros navais brasileiros pardos e pretos posam para um fotógrafo a bordo de Minas Geraes, provavelmente durante a visita do navio aos Estados Unidos no início de 1913

No final de novembro de 1910, uma grande revolta naval, mais tarde denominada Revolta da Chibata, eclodiu no Rio de Janeiro. A tensão foi despertada pela composição racial dos tripulantes regulares da Marinha, que eram majoritariamente negros ou mulatos, enquanto seus oficiais eram na maioria brancos. O Barão de Rio Branco comentou: "Para o recrutamento de fuzileiros navais e de alistados, levamos a bordo os restos de nossos centros urbanos, os mais inúteis, sem preparação de qualquer tipo. Ex-escravos e filhos de escravos compõem as tripulações de nossos navios, a maioria delas de pele escura ou de mulatos de pele escura".
Esse tipo de recrutamento, combinado com o uso pesado de punições corporais por ofensas menores, significava que as relações entre a tripulação negra e os oficiais brancos eram mornas, na melhor das hipóteses. Os tripulantes a bordo de Minas Geraes começaram a planejar uma revolta em 1910. Eles escolheram João Cândido Felisberto, um marinheiro experiente, como líder. O motim foi adiado várias vezes por divergências entre os participantes. Em uma grande reunião de 13 de novembro, alguns dos revolucionários expressaram o desejo de se revoltar quando o presidente fosse empossado (15 de novembro), mas outro líder, Francisco Dias Martins, os convenceu contra a ideia, insistindo em que suas demandas seriam ofuscadas por uma rebelião percebida como contra o sistema político como um todo. O estopim imediato da revolta ocorreu em 21 de novembro de 1910, quando um marinheiro afro-brasileiro, Marcelino Rodrigues Menezes, foi brutalmente açoitado 250 vezes por insubordinação. Um observador do governo brasileiro, o ex-capitão da marinha José Carlos de Carvalho, afirmou que as costas do marinheiro pareciam "uma tainha cortada para a salga".
A revolta começou a bordo de Minas Geraes por volta das 22 horas do dia 22 de novembro; o comandante do navio e vários tripulantes leais foram assassinados no processo. Logo depois, o São Paulo, o novo cruzador Bahia, o navio de defesa costeira Deodoro, o submarino República, o navio-escola Benjamin Constant e os torpedeiros Tamoio e Timbira se revoltaram com relativamente pouca violência. Os quatro primeiros navios representavam os navios mais novos e mais fortes da marinha; Minas Geraes, São Paulo e Bahia haviam sido concluídos e comissionados apenas alguns meses antes. Deodoro tinha doze anos e havia sido submetido a uma reforma recente. As tripulações dos navios de guerra menores constituíam apenas 2% dos amotinados, e alguns se mudaram para os navios maiores após o início da revolta.
Os principais navios de guerra que permaneceram em poder do governo incluíam o antigo cruzador Almirante Barroso, a embarcação irmã do Bahia, Rio Grande do Sul e os oito novos contratorpedeiros da classe Pará. Suas tripulações estavam em movimento contínuo na época: com quase metade dos homens da Marinha alistados no Rio naquela época em revolta aberta, os oficiais da Marinha suspeitavam até daqueles que permaneceram leais ao governo. Essas suspeitas talvez fossem justificadas, uma vez que os operadores de rádio em navios leais transmitiam planos operacionais aos amotinados. Os alistados em navios que permaneciam nas mãos do governo eram reduzidos sempre que possível, e os oficiais assumiam todas as posições que estariam envolvidas em combate direto. Outros assuntos complicadores foram suprimentos de armas, como os torpedos do contratorpedeiro. Estes não podiam ser disparados sem as espoletas de percussão, mas elas não estavam onde deveriam estar. Quando foram localizadas e entregues, não encaixavam nos torpedos mais recentes a bordo dos contratorpedeiros. As espoletas corretas foram montadas apenas 48 horas após o início da rebelião.
Felisberto e seus colegas marinheiros exigiram o fim do que chamavam de "escravidão" praticada pela Marinha, principalmente o uso contínuo do chicote, apesar de banido em todas as outras nações ocidentais. Embora os oficiais da Marinha e o presidente se opusessem firmemente a qualquer tipo de anistia e fizessem planos para atacar os navios controlados pelos rebeldes, muitos legisladores os apoiavam. Nos três dias seguintes, ambas as casas do Congresso Nacional brasileiro, lideradas pelo influente senador Ruy Barbosa, aprovaram um projeto de lei geral que concedia anistia a todos os envolvidos e encerrou o uso de punição corporal.
Após a revolta, os dois dreadnoughts brasileiros foram desarmados com a remoção dos ferrolhos de suas armas. A revolta e o consequente estado da Marinha, que era essencialmente incapaz de operar por medo de outra rebelião, fizeram com que muitos brasileiros importantes, incluindo o presidente, políticos de destaque como Barbosa e o Barão de Rio Branco, e o editor do jornal mais respeitado do Brasil, Jornal do Commercio, questionassem o uso dos novos navios e apoiassem sua venda para um país estrangeiro. O embaixador britânico no Brasil, W. H. D. Haggard ficou extasiado com a reviravolta de Rio Branco, dizendo: "Esta é realmente uma rendição maravilhosa por parte do homem responsável pela compra e que a considerava a filha mais querida de sua política". Pouco antes da votação do projeto de anistia, Ruy Barbosa destacou enfaticamente sua oposição aos navios:
Em conclusão, permitam-me apontar duas lições profundas da situação amarga em que nos encontramos. A primeira é que um governo militar não é nem um pouco mais capaz de salvar o país das vicissitudes da guerra nem mais corajoso ou engenhoso em conhecê-las do que um governo civil. A segunda é que a política de grandes armamentos não tem lugar no continente americano. Pelo menos da nossa parte e das nações que nos cercam, a política que devemos seguir com alegria e esperança é a de estreitar laços internacionais através do desenvolvimento de relações comerciais, da paz e da amizade de todos os povos que habitam os países da América. A experiência do Brasil a esse respeito é decisiva. Todas as forças empregadas por vinte anos no aperfeiçoamento dos meios de nossa defesa nacional serviram, afinal, para atacar nosso próprio peito nessas sucessivas tentativas de revolta. A guerra internacional ainda não chegou às portas da nossa república. A guerra civil chegou muitas vezes, armada por essas mesmas armas que preparamos tão em vão para nossa defesa contra um inimigo estrangeiro. Vamos acabar com esses grandes armamentos ridículos e perigosos, garantindo a paz internacional por meio de relações justas e equitativas com nossos vizinhos. No continente americano, pelo menos, não é necessário manter uma 'armada da paz'; esse câncer hediondo que está devorando continuamente os sinais vitais das nações da Europa.
No final, o presidente e o gabinete decidiram não vender os navios porque temiam que isso os prejudicasse politicamente. Isso ocorreu apesar de um consenso concordando que os navios deveriam ser descartados, possivelmente para financiar navios de guerra menores, capazes de atravessar os muitos rios do Brasil. A apreensão do executivo foi intensificada pelo discurso de Barbosa proferido antes do fim da revolta, pois ele também aproveitava a ocasião para atacar o governo, ou o que chamou de "regime militarista brutal". Ainda assim, os brasileiros ordenaram que a Armstrong deixasse de trabalhar para construir seu terceiro dreadnought, o que induziu o governo argentino a não exercer sua opção contratual por um terceiro dreadnought, e o embaixador dos Estados Unidos no Brasil comunicou ao seu país que o desejo brasileiro de preeminência naval na América Latina havia sido reprimida, embora isso tenha se provado de curta duração.
Embora a classe Minas Geraes permanecesse em mãos brasileiras, o motim teve um claro efeito prejudicial sobre a prontidão da Marinha: em 1912, um agente da Armstrong afirmou que os navios estavam em péssimas condições, com a ferrugem já se formando nas torres e caldeiras. O agente acreditava que resolver esses problemas custaria à Marinha do Brasil cerca de 700 mil libras. Haggard comentou seriamente: "Esses navios são absolutamente inúteis para o Brasil", um sentimento ecoado pelo jornal Proceedings. Apesar da recusa do governo em vender os dois navios da classe Minas Geraes e do apoio subsequente à aquisição do Rio de Janeiro, alguns historiadores consideram a rebelião, combinada com a morte do Barão de Rio Branco em 1912, como fatores importantes na decisão do governo brasileiro (que foi possivelmente feita em janeiro de 1913, mas certamente até setembro) de vender o navio aos otomanos.

### Tentativas de venda
Depois que o Rio de Janeiro foi comprado pelo Império Otomano, o governo argentino se curvou à demanda popular e começou a procurar um comprador para seus dois dreadnoughts. O dinheiro recebido em troca teria sido dedicado a melhorias internas. Três projetos de lei determinando a venda dos navios de guerra foram introduzidos no Congresso Nacional da Argentina em meados de 1914, mas todos foram derrubados. Ainda assim, os britânicos e alemães expressaram preocupação de que os navios pudessem ser vendidos para uma nação beligerante, enquanto os governos russo, austríaco, otomano, italiano e grego estavam todos interessados em comprar os dois navios, este último como uma contrapartida à compra otomana do Rio de Janeiro.
O New-York Tribune informou no final de abril que o governo argentino havia rejeitado uma oferta grega de 17,5 milhões de dólares apenas por Moreno, o que lhes renderia um grande lucro sobre o custo original de construção dos navios (12 milhões). Os Estados Unidos, preocupados com o fato de sua neutralidade não ser respeitada e sua tecnologia ser liberada para estudo em um país estrangeiro, colocaram pressão diplomática no governo argentino para manter os navios, o que acabou acontecendo. As agências de notícias informaram no final de 1913 e no início de 1914 que a Grécia havia chegado a um acordo para comprar o primeiro navio de guerra do Chile como um contrapeso à aquisição otomana do Rio de Janeiro, mas apesar de um sentimento crescente no Chile de vender um ou ambos os dreadnoughts, nenhum acordo foi feito.
Em cada um dos países envolvidos na corrida armamentista dreadnought da América do Sul, surgiram movimentos que defendiam a venda dos dreadnoughts para redirecionar as quantias substanciais de dinheiro envolvidas para o que eles viam como atividades mais merecedoras. Esses custos foram legitimamente vistos como enormes. Após a encomenda da classe Minas Geraes, um jornal brasileiro igualou o custo inicial de compra dos três navios originais como igual a 3 125 trilhos de trem ou 30 300 propriedades rurais. O historiador naval Robert Scheina fixou o preço em £ 6 110 100 sem contabilizar a munição, que era de £ 605 520, ou atualizações necessárias nas docas, que eram de 832 mil libras. Os custos de manutenção e questões relacionadas, que nos primeiros cinco anos das vidas comissionadas de Minas Geraes e São Paulo representaram cerca de 60% do custo inicial, apenas se somavam à já impressionante quantidade de dinheiro. As duas Rivadavias foram compradas por quase um quinto da renda anual do governo argentino, um valor que não incluía os custos posteriores em serviço. O historiador Robert K. Massie arredondou o valor para um quarto da receita anual de cada governo.
Além disso, os sentimentos nacionalistas que exacerbaram a corrida armamentista naval deram lugar à desaceleração das economias e às opiniões públicas negativas que vieram a apoiar o investimento dentro do país. Comentando sobre isso, o Ministro dos Estados Unidos no Chile, Henry Prather Fletcher, escreveu ao secretário de Estado William Jennings Bryan: "Desde que a rivalidade naval começou em 1910, as condições financeiras, que não eram boas na época, pioraram; e à medida que se aproxima a hora do pagamento final, tem crescido o sentimento nesses países de que talvez eles precisem muito mais de dinheiro do que de navios de guerra".

## Consequências: expansões pós-guerra
A Primeira Guerra Mundial efetivamente encerrou a corrida de dreadnoughts, pois os três países subitamente se viram incapazes de adquirir navios de guerra adicionais. Após o conflito, a corrida nunca foi retomada, mas muitos planos para expansões e melhorias navais do pós-guerra foram postulados pelos governos argentino, brasileiro e chileno.
Os brasileiros modernizaram o Minas Geraes, São Paulo, e os dois cruzadores adquiridos sob o plano de 1904, Bahia e Rio Grande do Sul, entre 1918 e 1926. Isso era extremamente necessário, pois os quatro navios não estavam prontos para lutar uma guerra moderna. Embora o governo brasileiro pretendesse enviar o São Paulo para o exterior para o serviço na Grande Frota, ele e o Minas Geraes não haviam sido modernizados desde que tinham entrado em serviço, o que significa que não tinham equipamentos essenciais, como o moderno controle de disparo. A manutenção dos dois navios também havia sido negligenciada, o que foi mais claramente ilustrado quando o São Paulo foi enviado para Nova Iorque para a modernização: quatorze de suas dezoito caldeiras quebraram e o navio exigiu a assistência do encouraçado americano Nebraska e do cruzador Raleigh para continuar a viagem. Os dois cruzadores estavam em condição "deplorável", pois só tinham vapor para uma velocidade máxima de apenas 18 nós (33 km/h), devido a uma necessidade desesperada de novos condensadores e tubos de caldeira. Com os reparos, porém, ambos participaram da guerra como parte da principal contribuição naval do Brasil para o conflito.
A Marinha do Brasil também fez planos para adquirir navios adicionais nas décadas de 1920 e 1930, mas ambos foram bastante reduzidos em relação às propostas originais. Em 1924, eles contemplaram a construção de um número relativamente modesto de navios de guerra, incluindo um cruzador pesado, cinco contratorpedeiros e cinco submarinos. No mesmo ano, a recém-chegada missão naval americana, liderada pelo contra-almirante Carl Theodore Vogelgesang, ofereceu um plano de expansão naval de 151 mil toneladas, dividido entre navios de guerra (70 mil), cruzadores (60 mil), contratorpedeiros (15 mil) e submarinos (6 mil). O Departamento de Estado dos Estados Unidos, liderado pelo Secretário de Estado Charles Evans Hughes, que tinha recentemente negociado o Tratado Naval de Washington, não estava interessado em ver outra corrida de dreadnoughts, então Hughes rapidamente se moveu para frustrar os esforços da missão. Somente um submarino construído na Itália, Humaytá, foi adquirido durante esse período.
Na década de 1930, a comunidade internacional acreditava que a maior parte da Marinha do Brasil era "obsoleta" e tinha idade suficiente para não ser mais "considerada efetiva". Ainda assim, o Minas Geraes foi modernizado pela segunda vez no Arsenal de Marinha do Rio de Janeiro, de junho de 1931 a abril de 1938. Os planos de tratamento semelhante para o São Paulo foram abandonados devido às más condições materiais do navio. Durante o mesmo período, o governo brasileiro estudou a compra de cruzadores da Marinha dos Estados Unidos, mas se deparou com as restrições dos Tratados Navais de Washington e Londres, que impunham restrições à venda de navios de guerra usados para países estrangeiros. Os brasileiros acabaram contratando seis contratorpedeiros do Reino Unido. Enquanto isso, um plano para arrendar seis contratorpedeiros dos Estados Unidos foi abandonado depois de receber forte oposição de instituições internacionais e americanas. Três contratorpedeiros da classe Marcilio Dias, baseados na classe Mahan americana, tiveram a construção iniciada no Brasil juntamente com seis lança-minas, todos entregues entre 1939 e 1941. Embora ambos os programas exigissem assistência estrangeira e, consequentemente, tenham sido adiados pela guerra, todos os nove navios foram concluídos em 1944.
Na década de 1920, quase todos os principais navios de guerra da marinha argentina estavam obsoletos; além de Rivadavia e Moreno, o mais novo grande navio de guerra havia sido construído no final do século XIX. O governo argentino reconheceu isso e, visando manter a superioridade naval na região, enviou Rivadavia e Moreno aos Estados Unidos em 1924 e 1926 para serem modernizados. Além disso, em 1926, o Congresso Argentino alocou 75 milhões de pesos de ouro para um programa de construção naval. Isso resultou na aquisição de três cruzadores (os italianos da classe Veinticinco de Mayo e o britânico La Argentina), doze contratorpedeiros (o espanhol classe Churruca e os britânicos classes Mendoza/Buenos Aires) e três submarinos (classe Santa Fe, construídos na Itália).
O Chile começou a buscar navios adicionais para reforçar sua frota em 1919, e o Reino Unido ofereceu ansiosamente muitos de seus navios de guerra excedentes. Essa ação preocupou os países vizinhos, que temiam que uma tentativa chilena de contar com a marinha mais poderosa da região desestabilizaria a área e iniciaria outra corrida armamentista naval. O Chile solicitou Canada e Eagle, os dois navios de guerra que eles haviam encomendado antes da guerra, mas o custo para converter o último em um navio de guerra era muito alto. As substituições planejadas incluíam os dois cruzadores de batalha restantes da classe Invincible, mas um vazamento para a imprensa das negociações secretas para adquiri-los causou um alvoroço dentro do próprio Chile sobre o valor de tais navios. No final, o Chile só comprou o Canada e quatro contratorpedeiros em abril de 1920 — todos os navios que haviam sido encomendados aos estaleiros britânicos pelo governo chileno antes de 1914, mas que foram comprados pela Marinha Real depois que os britânicos entraram na Primeira Guerra Mundial — por preços relativamente baixos. O Canada, por exemplo, foi vendido por apenas um milhão de libras, menos da metade do que foi necessário para a construção do navio.
Nos anos seguintes, os chilenos continuaram a adquirir mais navios dos britânicos, como seis contratorpedeiros (classe Serrano) e três submarinos (classe Capitan O'Brien). O Almirante Latorre foi modernizado no Reino Unido de 1929 a 1931 no Devonport Dockyard. Uma recessão e uma grande revolta naval levaram à inativação de fato do couraçado no início dos anos 1930. No final da década de 1930, o governo chileno questionou a possibilidade de construir um cruzador de 8 600 toneladas longas (8 700 t) no Reino Unido, Itália, Alemanha ou Suécia, mas isso não ocasionou uma encomenda. Um segundo plano para adquirir dois pequenos cruzadores foi abandonado com o início da Segunda Guerra Mundial. Logo após o ataque a Pearl Harbor, os Estados Unidos tentaram comprar o Almirante Latorre, dois contratorpedeiros e um submarino, provavelmente porque a Marinha do Chile tinha reputação de manter seus navios em condições de alta qualidade, mas a oferta foi rejeitada.
Durante a Segunda Guerra Mundial, as três principais marinhas da América do Sul se viram incapazes de adquirir grandes navios de guerra; elas só conseguiram fazê-lo novamente após o conflito, quando os Estados Unidos e o Reino Unido tinham muitos navios de guerra desnecessários ou em excesso. A guerra havia provado o status obsoleto dos navios de guerra, de modo que as marinhas da América do Sul procuravam cruzadores, contratorpedeiros e submarinos, mas enfrentaram dificuldades políticas para adquirir algo maior do que corvetas da classe Flower e fragatas da classe River. Eles só foram capazes de adquiri-los quando a Ameaça Vermelha começou a afetar fortemente a política americana e internacional. Um dos acordos alcançados sob a Lei de Assistência de Defesa Mútua (1949) vendeu seis cruzadores leves americanos para Argentina, Brasil e Chile em janeiro de 1951. Embora isso reforçasse as marinhas de importantes aliados sul-americanos dos Estados Unidos, que seriam usadas pelo tratado de defesa mútua para ajudar os Estados Unidos em qualquer guerra, o historiador naval Robert Scheina argumenta que o governo americano também aproveitou a oportunidade para afetar significativamente a rivalidade naval tradicional entre os três países. Os navios de guerra vendidos unilateralmente mudaram a perspectiva naval das três nações, levando-os a aceitar a paridade (em oposição à estipulação argentina pré-guerra de que sua frota era igual à do Brasil e Chile combinados).
Os veneráveis dreadnoughts da América do Sul continuaram por pouco tempo depois da guerra. A revista All Hands, da Marinha dos Estados Unidos, relatou em uma série de artigos de 1948 que todos, exceto São Paulo e Almirante Latorre, ainda estavam em serviço ativo; o primeiro fora desativado e o segundo estava em reparos. Com a chegada dos modernos cruzadores, fragatas e corvetas, no entanto, os navios de guerra foram rapidamente vendidos como sucata. A Marinha do Brasil foi a primeira a descartar seus dreadnoughts, os mais antigos do mundo na época. São Paulo foi vendido para sucata em 1951, mas afundou em uma tempestade ao norte dos Açores, enquanto era levado por reboque. Minas Geraes se seguiu dois anos depois e foi despedaçado em Gênova a partir de 1954. Dos dreadnoughts argentinos, Moreno foi rebocado para o Japão para ser demolido em 1957, e Rivadavia foi desmantelado na Itália a partir de 1959. Almirante Latorre, inativo e sem reparos após uma explosão de 1951 em sua casa de máquinas, foi desativado em outubro de 1958 e seguiu Moreno para o Japão em 1959.

## Navios envolvidos
| Navio | País                                   | Tonelagem                                         | Armamento principal         | Construtor          | Entregue                | Lançado                | Completo          | Destino |
| --- | -------------------------------------- | ------------------------------------------------- | --------------------------- | ------------------- | ----------------------- | ---------------------- | ----------------- | --- |
| Minas Geraes | Brasil                                 | 18 976 toneladas longas (lt) 19 281 toneladas (t) | Doze de 12 polegadas/45 cal | Armstrong Whitworth | 17 de abril de 1907     | 10 de setembro de 1908 | Janeiro de 1910   | Sucateamento iniciado em 1954                                                                                             |
| São Paulo | Brasil                                 | 18 803 lt/19 105 t                                | Doze de 12 polegadas/45 cal | Vickers             | 30 de abril de 1907     | 19 de abril de 1909    | Julho de 1910     | Afundou a caminho do ferro-velho, em novembro de 1951                                                                     |
| Rio de Janeiro | Brasil · Império Otomano · Reino Unido | 27 410 lt/27 850 t                                | Catorze 12 polegadas/45     | Armstrong           | 14 de setembro de 1911  | 22 de janeiro de 1913  | Agosto de 1914    | Adquirido pelo Império Otomano, 1913; assumido pelo Reino Unido em 1914 como HMS Agincourt; sucateamento iniciado em 1924 |
| Riachuelo | Brasil                                 | 30 000 lt/30 500 t                                | Oito de 15 polegadas/45     | Armstrong           | —                       | —                      | —                 | Cancelado após o início da Primeira Guerra Mundial                                                                        |
| Rivadavia | Argentina                              | 27 500 lt/27 900 t                                | Doze de 12 polegadas/50     | Fore River          | 25 de maio de 1910      | 26 de agosto de 1911   | Dezembro de 1914  | Sucateamento iniciado em 1959                                                                                             |
| Moreno | Argentina                              | 27 500 lt/27 900 t                                | Doze de 12 polegadas/50     | Fore River          | 9 de julho de 1910      | 23 de setembro de 1911 | Fevereiro de 1915 | Sucateamento iniciado em 1957                                                                                             |
| Almirante Latorre | Chile · Reino Unido                    | 28 100 lt/28 600 t                                | Dez de 14 polegadas/45      | Armstrong           | 27 de novembro de 1911  | 27 de novembro de 1913 | Outubro de 1915   | Adquirido pelo Reino Unido, 1914 como HMS Canada; readquirido pelo Chile, 1920; sucateamento iniciado em 1959             |
| Almirante Cochrane | Chile · Reino Unido                    | —                                                 | —                           | Armstrong           | 20 de fevereiro de 1913 | 8 de junho de 1918     | Fevereiro de 1924 | Adquirido pelo Reino Unido, 1914; convertido no porta-aviões HMS Eagle; afundou em 11 de agosto de 1942                   |
| Legenda: Brasil Argentina Chile Império Otomano Reino Unido |                                        |                                                   |                             |                     |                         |                        |                   | |
| Estatísticas compiladas de: Preston, "Great Britain", in Gardiner & Gray 1985, p. 38; Scheina 1987, pp. 321–22; Scheina, "Argentina", in Gardiner & Gray 1985, p. 401; Scheina, "Brazil", in Gardiner & Gray 1985, p. 404; Topliss 1988, pp. 249–51, 281–83, 286. |                                        |                                                   |                             |                     |                         |                        |                   | |

### Livros
- Breyer, Siegfried (1973). Battleships and Battle Cruisers, 1905–1970. Traduzido por Kurti, Alfred. Garden City, Nova Iorque: Doubleday. OCLC 702840
- Brook, Peter (1999). Warships for Export: Armstrong Warships, 1867–1927. Gravesend, Reino Unido: World Ship Society. ISBN 0-905617-89-4. OCLC 43148897
- Brown, David (1973). «HMS Eagle». In:  Preston, Antony. Profile Warship. Windsor, Reino Unido: Profile Publishing. pp. 249–72. OCLC 249286023
- Burt, R. A. (1986). British Battleships of World War One. Annapolis, Maryland, Estados Unidos: Naval Institute Press. ISBN 0-87021-863-8. OCLC 14224148
- English, Adrian J. (1984). Armed Forces of Latin America. Londres: Jane's Publishing Inc. ISBN 0-7106-0321-5. OCLC 11537114
- Feron, Luc (2011). «The Cruiser Dupuy-de-Lôme». In:  Jordan, John. Warship 2011. Londres: Naval Institute Press. pp. 33–47. ISBN 1-84486-133-3. OCLC 748816436
- Gardiner, Robert; Chesneau, Roger (1980). Conway's All the World's Fighting Ships: 1922–1946. Londres: Conway Maritime Press. ISBN 0-85177-146-7. OCLC 7734153
- Gardiner, Robert; Gray, Randal (1985). Conway's All the World's Fighting Ships: 1906–1921. Annapolis, Maryland: Naval Institute Press. ISBN 0-87021-907-3. OCLC 12119866
- Grant, Jonathan A. (2007). Rulers, Guns, and Money: The Global Arms Trade in the Age of Imperialism. Cambridge, Massachusetts: Harvard University Press. ISBN 0-674-02442-7. OCLC 166262725
- Hough, Richard (1975) [1.ª pub. em 1964 por Michael Joseph e Macmillan Publishing]. Dreadnought: A History of the Modern Battleship. Nova Iorque: Macmillan Publishing. OCLC 1673577
- Hough, Richard (1966). The Big Battleship. Nova Iorque: Michael Joseph. OCLC 8898108
- Love, Joseph L. (2012). The Revolt of the Whip. Stanford, Califórnia: Stanford University Press. ISBN 0-8047-8109-5. OCLC 757838402
- Martin, Percy Allen (1967) [1.ª pub. em 1925 por Johns Hopkins Press]. Latin America and the War. Gloucester, Inglaterra: Peter Smith. OCLC 468553769
- Martins Filho, João Roberto (2010). A marinha brasileira na era dos encouraçados, 1895–1910. Rio de Janeiro: Fundação Getúlio Vargas. ISBN 85-225-0803-8. OCLC 679733899
- Massie, Robert K. (2003). Castles of Steel: Britain, Germany, and the Winning of the Great War at Sea. Nova Iorque: Random House. ISBN 0-679-45671-6. OCLC 51553670
- Morel, Edmar (1986) [1.ª pub. em 1959]. A Revolta da Chibata . Rio de Janeiro: Edições Graal
- Morgan, Zachary R. (2003). «The Revolt of the Lash, 1910». In:  Bell, Christopher M.; Elleman, Bruce A. Naval Mutinies of the Twentieth Century: An International Perspective. Portland, Oregon, Estados Unidos: Frank Cass Publishers. pp. 32–53. ISBN 0-7146-8468-6. OCLC 464313205
- Oakenfull, J.C. (1913). Brazil in 1912. Londres: Robert Atkinson Limited. OCLC 1547272
- Parkes, Oscar (1990) [1.ª pub. em 1957 por Seeley Service]. British Battleships. Annapolis, Maryland: Naval Institute Press. ISBN 1-55750-075-4. OCLC 22240716
- Scheina, Robert L. (1987). Latin America: A Naval History, 1810–1987. Annapolis, Maryland: Naval Institute Press. ISBN 0-87021-295-8. OCLC 15696006
- Sondhaus, Lawrence (2001). Naval Warfare, 1815–1914. Londres: Routledge. ISBN 0-415-21477-7. OCLC 231872232
- Трубицын, С.Б. (1998). Линкоры второстепенных морских держав. São Petersburgo, Rússia: Р.Р. Муниров. ISBN 5-00-001688-2
- Viana Filho, Luís (1967) [1.ª pub. em 1959 por Livraria Martins]. A vida do Barão do Rio Branco. São Paulo, Brasil: Livraria Martins. OCLC 530644
- Whitley, M.J. (1998). Battleships of World War Two: An International Encyclopedia. Annapolis, Maryland: Naval Institute Press. ISBN 1-55750-184-X. OCLC 40834665

### Artigos de jornal
- Alger, Philip (1908). «Professional Notes». Proceedings. 34 (3). pp. 1050–90. OCLC 2496995
- Alger, Philip (1910). «Professional Notes». Proceedings. 36 (3). pp. 857–919. OCLC 2496995
- Austin, H.O. (1948a). «Brazil: Small, Modern Ships» (PDF). All Hands (375). pp. 16–17. OCLC 44432267
- Austin, H.O. (1948b). «Largest South American Navy» (PDF). All Hands (378). pp. 14–16
- Austin, H.O. (1948c). «The Fleets of Chile and Peru» (PDF). All Hands (379). pp. 24–26 .
- «Brazil». Journal of the American Society of Naval Engineers. 20 (3). 1908. pp. 833–36. OCLC 3227025
- «Brazil». Journal of the American Society of Naval Engineers. 22 (3). 1910. pp. 999–1002. OCLC 3227025
- «Brazilian Battleship 'Minas Geraes'—Most Powerful Fighting Ship Afloat». Scientific American. 99 (24). 1908. pp. 428–29. OCLC 1775222
- «British-Brazilian Warships». Navy. 2 (1). Washington. 1908. pp. 11–12. OCLC 7550453
- Earle, Ralph (1912). «Professional Notes». Proceedings. 38 (1). pp. 303–80. OCLC 2496995
- «Fleets in Preparation». Proceedings. 31 (3). 1905. p. 740. OCLC 2496995
- Garrett, James L. (1985). «The Beagle Channel Dispute: Confrontation and Negotiation in the Southern Cone». Journal of Interamerican Studies and World Affairs. 27 (3). pp. 81–109. OCLC 2239844
- Gill, C.C. (1914). «Professional Notes». Proceedings. 40 (1). pp. 186–1266. OCLC 2496995
- Heinsfeld, Adelar. «Falsificando telegramas: Estanislau Severo Zeballos e as relações Brasil-Argentina no início século XX» (PDF). Vestígios do passado: a história e suas fontes. Procedimentos de IX Encontro Estadual de História of the Associação Nacional de História, Seção Rio Grande do Sul
- Hislam, Percival A. (1914). «A Century of Dreadnoughts». Scientific American. 111 (9). pp. 146–47. OCLC 1775222
- Hutchinson, Lincoln (1909). «Coffee 'Valorization' in Brazil». Quarterly Journal of Economics. 23 (3). pp. 528–35. OCLC 1763227
- Kaldis, William Peter (1979). «Background for Conflict: Greece, Turkey, and the Aegean Islands, 1912–1914». Journal of Modern History. 51 (2). pp. D1119–D1146. OCLC 62219150
- Lambuth, David (1910). «The Naval Comedy and Peace Policies in Brazil». Independent. 69. pp. 1430–33. OCLC 4927591
- Livermore, Seward W. (1944). «Battleship Diplomacy in South America: 1905–1925». Journal of Modern History. 16 (1). pp. 31–48. OCLC 62219150
- «The American Navy as a Factor in World Politics, 1903–1913». American Historical Review. 63 (4). 1958. pp. 863–79. OCLC 35776522
- Martins Filho, João Roberto (2007). «Colossos do mares». Revista de História da Biblioteca Nacional. 3 (27). pp. 74–77. OCLC 61697383
- Mead, Edwin D. (1908). «Reaction in South America». Advocate of Peace. 70 (10). pp. 238–41. OCLC 436909525
- Montenegro, Guillermo J. (2003). «An Argentinian Naval Buildup in the Disarmament Era: The Naval Procurement Act of 1926» (PDF). Universidad del Centro de Estudios Macroeconómicos de Argentina. ISBN 0-85177-926-3. OCLC 50614660
- «Mystery of the Brazilian 'Dreadnoughts'». Literary Digest. 37 (30). 1908. pp. 102–03. OCLC 5746986
- «New Peruvian Warships». Journal of the American Society of Naval Engineers. 19 (2). 1907. pp. 581–83. OCLC 3227025
- Robinson, Walton L. (1936). «The Brazilian Navy in the World War». Proceedings. 62 (12). pp. 1712–20. OCLC 2496995
- Sater, William F. (1980). «The Abortive Kronstadt: The Chilean Naval Mutiny of 1931». Hispanic American Historical Review. 60 (2). pp. 239–68. OCLC 421498310
- Somervell, Philip (1984). «Naval Affairs in Chilean Politics, 1910–1932». Journal of Latin American Studies. 16 (2). pp. 381–402. OCLC 47076058
- Sturton, Ian (1970). «Re: The Riachuelo». Warship International. 7 (3). p. 205. OCLC 1647131
- «The Brazilian Battleship 'Minas Geraes'». Journal of the United States Artillery. 33 (2). 1910. pp. 179–88. OCLC 1962282
- «The Brazilian Battleship 'Minas Geraes'». Scientific American. 102 (12). 1910. pp. 240–41. OCLC 1775222
- «The Brazilian Dreadnoughts». International Marine Engineering. 13 (8). 1908. pp. 362–63. OCLC 2227478
- «The Brazilian 'Dreadnoughts'». Navy. 2 (6). Washington. 1908. pp. 13–14. OCLC 7550453
- «The Chilean Dreadnought Almirate Latorre». Journal of the American Society of Naval Engineers. 26 (1). 1914. pp. 317–18. OCLC 3227025
- «The Mystery of the Great Brazilian Dreadnoughts». World's Work. 17 (1). 1908. pp. 10867–68. OCLC 42300671
- Topliss, David (1988). «The Brazilian Dreadnoughts, 1904–1914». Warship International. 25 (3). pp. 240–89. OCLC 1647131
- «The Reported Purchase of Battleships». Navy. 2 (8). Washington. 1908. p. 39. OCLC 7550453
- «The Status of South American Navies». Journal of the American Society of Naval Engineers. 21 (1). 1909. pp. 254–57. OCLC 3227025
- Vanterpool, Alan (1969). «The 'Riachuelo'». Warship International. 6 (2). pp. 140–41. OCLC 1647131

### Jornais
- Argus (Melbourne, Austrália) – Trove
- Boston Evening Transcript – Google News Archive (GNA)
- The Day (Nova Londres) – GNA
- Dundee Courier (Escócia) – British Newspaper Archive (BNA)
- Evening Telegraph (Dundee, Escócia) – BNA
- Evening Post (Wellington, Nova Zelândia) – Papers Past (PP)
- Japan Weekly Mail (Yokohama, Japão) – Google Books
- New York Herald – Fulton History
- The New York Times – New York Times Article Archive
- New-York Tribune – Chronicling America
- Pittsburg Press – GNA
- Poverty Bay Herald (Gisborne, Nova Zelândia) – PP
- The Sydney Mail – GNA
- The Sydney Morning Herald – Trove
- The Times (Londres)